# Baudolino
Baudolino är en roman av den italienske författaren Umberto Eco som publicerades 2000 (svensk översättning 2001). I romanen låter Eco bokens huvudperson, Baudolino, berätta om sina äventyr genom medeltidens och kristendomens Europa och den mytologiska, föga välkända världen så som den beskrivs i medeltidens litteratur.
Liksom i tidigare romaner använder Eco sina stora kunskaper i medeltida litteratur till att skapa en episk berättelse fylld till lika delar av komiska situationer och samtidens lärda spörsmål. Romanen innehåller också referenser till Ecos tidigare verk.

## Berättelsen
1204 kommer Baudolino till Konstantinopel precis när det fjärde korståget håller på att störta den bysantinske kejsaren. I det kaos som till slut skulle få staden på fall möter Baudolino Niketas Koniatos, kansler och historieskrivare vid det bysantinska hovet, och räddar hans liv i Hagia Sofia medan det plundras av pilgrimerna. Niketas blir fascinerad av sin räddares språkbegåvning – han talar inte bara god grekiska utan alla språk som Niketas någonsin hört talas om – och undrar vem han är. Baudolino börjar berätta sin historia för Niketas.
Berättelsen börjar 1155 då Baudolino som trettonåring adopteras av den tysk-romersk kejsaren Fredrik Barbarossa. Vid hovet och på slagfältet utbildas han i att läsa och skriva latin men lär sig samtidigt om maktkampen och striderna i norra Italien. Han skickas sedan till Paris för att bli en lärd man.
I Paris blir Baudolino vän med Poeten, Borone och Kyot (Wolfram von Eschenbachs påstådda förebild till Parsifal) och lär känna legenderna om Prästen Johannes rike. Baudolino börjar drömma om att resa till detta mytiska land.
Baudolino finner Gradalen och övertygar kejsar Fredrik att överlämna den till Prästen Johannes. Kejsaren inleder i det syftet det tredje korståget men dör under mystiska omständigheter i Mindre Asien varpå Baudolino och hans vänner inleder resan på egen hand.
Resan blir en odyssé där Baudolino bland annat passerar skogarna i Abchazien som inte släpper ned något solljus och korsar stenfloden Sambatyon. Under sin resa möter Baudolino eunucker, enhörningar och vanskapta människor (som Eco hittat inspirationen till i medeltida bestiarier och illuminationer). I en scen återberättar den kvinnliga satyren Hypatia hela den gnostiska skapelsemyten.
San Baudolino är namnet på den italienska staden Alessandrias skyddshelgon, Umberto Ecos födelsestad som också figurerar i romanen. 1189 uppfördes en kyrka i staden helgad till San Baudolino. Kyrkan har bland annat en staty av bonden Aulario som räddade staden undan kejsar Fredriks belägring.

## Utgåvor
- Baudolino, 432 sidor, pocket, Brombergs förlag, 2001, ISBN 91-7608-914-2